# Saint-Ouen-de-Thouberville
Saint-Ouen-de-Thouberville település Franciaországban, Eure megyében. Lakosainak száma 2426 fő (2022. január 1.). Saint-Ouen-de-Thouberville La Bouille, La Londe és Moulineaux községekkel határos.

## Népesség
A település népessége az elmúlt években az alábbi módon változott:
| Lakosok száma | 1189 | 1524 | 1447 | 2089 | 2328 | 2357 | 2378 | 2426 | 2452 | 2426 |
|               | 1968 | 1982 | 1990 | 2006 | 2013 | 2015 | 2017 | 2019 | 2020 | 2022 |